# Coronigoniella partita
Coronigoniella partita är en insektsart som beskrevs av Young 1977. Coronigoniella partita ingår i släktet Coronigoniella och familjen dvärgstritar. Inga underarter finns listade i Catalogue of Life.